# Список заслуженных мастеров спорта СССР (парусный спорт)
| 1940 год |                                |            |                         |           |           |     |
| 1        | Матвеев Иван Петрович          | ??.07.1940 | 19.07.1914 — 05.07.1984 | Ленинград | ВЦСПС     |     |
| 1946 год |                                |            |                         |           |           |     |
| 1        | Мясников Николай Александрович | 23.07.1946 | 24.04.1897 — 09.11.1972 | Куйбышев  | «Спартак» | 381 |
| 1960 год |                                |            |                         |           |           |     |
| 1        | Пинегин Тимир Алексеевич       | ??.09.1960 | 12.06.1927 — 31.01.2013 | Москва    | ВМФ       |     |
| 2        | Шутков Федор Васильевич        | ??.09.1960 | 15.02.1924 — 18.12.2001 | Москва    | ВМФ       |     |

### 1965
- Канский, Евгений Вячеславович[6]

### 1968
- Манкин, Валентин Григорьевич

### 1972
- Дырдыра, Виталий Федорович

### 1976
- Акименко, Владислав Иванович[7]

### 1978[8]
- Зыбин, Александр Сергеевич
- Потапов, Виктор Яковлевич

### 1980
- Музыченко, Александр Алексеевич

### 1984
- Биганишвили, Гурам Сардионович[9].
- Будников, Борис Фёдорович
- Кравченко, Николай[10][11]
- Хоперский, Олег Николаевич

### 1985
- Богатырёв, Евгений (виндсёрфинг)[12]
- Рытов, Фёдор Николаевич[12]

### 1988
- Коновалов, Юрий Анатольевич
- Кравцов, Сергей Михайлович
- Кузнецов, Анатолий[13]
- Поляков, Николай Алексеевич
- Немиров, Борис Степанович
- Терняк, Владимир Менделевич[14]

### 1992
- Шайдуко, Георгий Иванович

### ?
- Балашов, Андрей Васильевич (после 80)

## Буерный спорт
В СССР развитием буерного спорта руководил буерный комитет при Федерации парусного спорта СССР.

### 1973
- Вильде, Айн Эльмарович 11.9.1942[15]
- Вооремаа, Эндель Рудольфович 6.5.1930[16]

### 1980
- Куулман, Мати Йоханнесович 21.3.1941 — 9.10.2004[17],[18]

### 1984
- Хаагма, Тийт 5.4.1954[19]